# Opole Port
Opole Port – nieczynna towarowa stacja kolejowa w województwie opolskim, w Polsce. Znajduje się na terenie nieczynnego portu rzecznego w Zakrzowie, dzielnicy Opola.